# Загородне (Черняховський район)
Загородне (рос. Загородное) — селище Черняховського району, Калінінградської області Росії. Входить до складу Черняховського міського поселення.
Населення —  38 осіб (2015 рік). 

## Населення
| 2002 | 2010 |
| ---- | ---- |
| 42   | ↘38  |